# 솔베이 (기업)

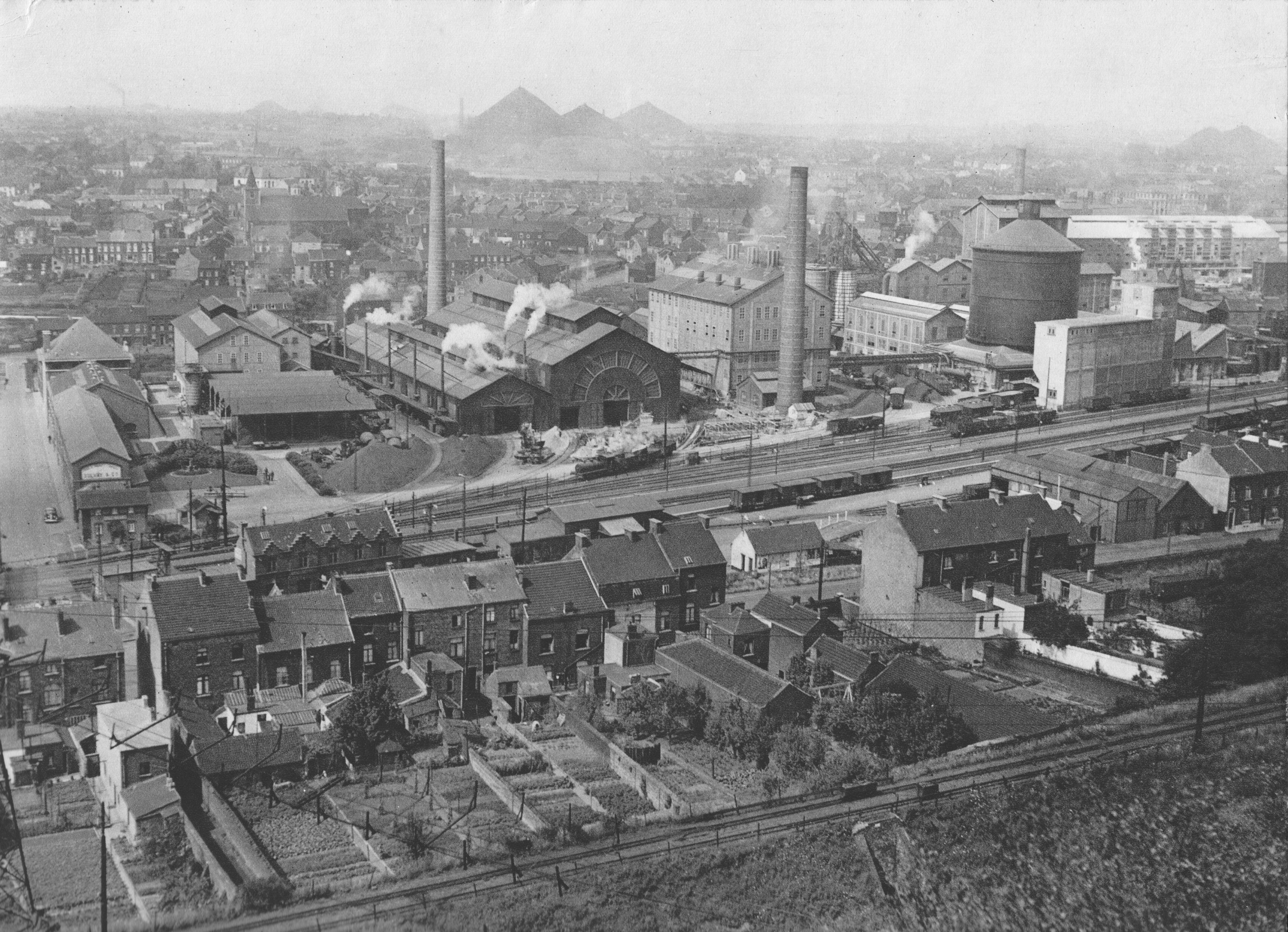

솔베이(영어: Solvay S.A.)는 벨기에의 화학 회사이다. ‘솔베이공법’의 창시자 에르네스트 솔베이가 1863년에 설립하였다.
비행기나 자동차, 가스용 파이프 등에 이용하는 고성능 열가소성 폴리머 제조한다

## 역사
- 1863년 - 설립
- 2010년 - 제약 사업 부문을 매각
- 2011년 - 프랑스의 화학 회사인 로디아에 인수됨
- 2013년 - 현재의 로고변경
- 2014년 - 이화여대와 특수화학부분 글로벌 본부 연구개발센터 설립[2]
- 2021년 - 솔베이코리아를 케이엔더블유에 매각[3]